# Alex Close
Alex Close (Moignelée, Sambreville, 26 de noviembre de 1921 - Ligny, 21 de octubre de 2008) es un ciclista belga que fue profesional entre 1949 y 1959. En estos años conseguirá 23 victorias.

## Palmarés
- 1950 
  - 1.º en el Tour de Guelma y vencedor de una etapa
- 1951 
  - 1.º en el Premio de Ligny
  - 1.º en el Critèrium de Hanret
  - Vencedor de una etapa a la Tour de Luxemburgo
- 1952 
  - 1.º en el Critèrium de Hanret
  - Vencedor de una etapa a la Tour de Luxemburgo
- 1953 
  - 1.º en el Critèrium de Momallz
  - 1.º en el Critèrium de Charleroi
  - Vencedor de una etapa a la Vuelta a Bélgica
- 1954 
  - 1.º en el Critèrium de Namur
  - Vencedor de una etapa a la Vuelta a Bélgica
- 1955 
  - 1.º en la Vuelta a Bélgica
  - 1.º en el Critèrium de Namur
  - Vencedor de una etapa de A través de Bélgica
- 1956 
  - 1.º en el Critérium del Dauphiné y vencedor de una etapa
  - 1.º en la Hoeilaert-Diest-Hoeilaert
  - 1.º en el Critèrium de Seilles
  - 1.º en el Critèrium de Sombreffe
- 1957 
  - Campeón provincial de Namur
  - 1.º en la Bruselas-Couvin
- 1958 
  - Campeón provincial de Namur

### Resultados al Tour de Francia
- 1952. 7.º de la clasificación general
- 1953. 4.º de la clasificación general
- 1954. 29.º de la clasificación general
- 1955. 9.º de la clasificación general
- 1956. 17.º de la clasificación general
- 1957. Abandona (2.ª etapa)

### Resultados al Giro de Italia
- 1952. 13.º de la clasificación general